# Giro de Emilia 2016
La 99.ª edición de la clásica ciclista Giro de Emilia fue una carrera ciclista que se disputó el 24 de septiembre de 2016 en Bolonia (Italia) sobre un recorrido de 213 km.
Hizo parte del UCI Europe Tour en su máxima categoría 1.HC.
La carrera fue ganada por el corredor colombiano Esteban Chaves del equipo Orica-BikeExchange, en segundo lugar Romain Bardet (AG2R La Mondiale) y en tercer lugar Rigoberto Urán (Cannondale-Drapac).

## Recorrido
El Giro de Emilia dispuso de un recorrido total de 213 kilómetros con sitio de inicio en la Piazza Costituzione (Bologna) hasta el Santuario de Nuestra Señora de San Luca (Bologna). 

## Equipos participantes
Tomaron parte en la carrera 25 equipos: 10 de categoría UCI ProTeam invitados por la organización; 13 de categoría Profesional Continental; y 2 de categoría Continental. Formando así un pelotón de 197 ciclistas de los que acabaron 66. Los equipos participantes fueron:
| WorldTeams (10)- AG2R La Mondiale - BMC Racing Team - Trek-Segafredo - Cannondale-Drapac - FDJ - Dimension Data - Lampre-Merida - Astana - Movistar Team - Orica-BikeExchange Equipos continentales profesionales (13)- Caja Rural-Seguros RGA - Bardiani CSF - Cofidis, Solutions Crédits - Nippo-Vini Fantini - Wilier Triestina-Southeast - Topsport Vlaanderen-Baloise - Androni Giocattoli-Sidermec - Gazprom-RusVelo - Delko-Marseille Provence-KTM - Bora-Argon 18 - Fortuneo-Vital Concept - CCC Sprandi Polkowice - Wanty-Groupe Gobert Equipos continentales (2)- GM Europa Ovini - Unieuro Wilier |
| |

## Clasificación final
- Las clasificaciones finalizaron de la siguiente forma:[5]

| \| Clasificación general \| Clasificación general \| Clasificación general \| Clasificación general \| Clasificación general \| \| Ciclista \| Ciclista \| Equipo \| Tiempo \| \| \| --------------------- \| --------------------- \| --------------------------- \| --------------------- \| --------------------- \| \| 1.º \| Esteban Chaves \| Orica-BikeExchange \| 5 h 07 min 28 s \| \| \| 2.º \| Romain Bardet \| AG2R La Mondiale \| + 3 s \| \| \| 3.º \| Rigoberto Urán \| Cannondale-Drapac \| + 3 s \| \| \| 4.º \| Fabio Aru \| Astana \| + 3 s \| \| \| 5.º \| Jan Bakelants \| AG2R La Mondiale \| + 10 s \| \| \| 6.º \| Rodolfo Torres \| Androni Giocattoli-Sidermec \| + 10 s \| \| \| 7.º \| Jonathan Hivert \| Fortuneo-Vital Concept \| + 11 s \| \| \| 8.º \| Diego Ulissi \| Lampre-Merida \| + 14 s \| \| \| 9.º \| Davide Villella \| Cannondale-Drapac \| + 14 s \| \| \| 10.º \| Igor Antón \| Dimension Data \| + 14 s \| \| \| 11.º \| Pello Bilbao \| Caja Rural-Seguros RGA \| + 17 s \| \| \| 12.º \| Pierre Latour \| AG2R La Mondiale \| + 17 s \| \| \| 13.º \| Sébastien Reichenbach \| FDJ \| + 17 s \| \| \| 14.º \| Xandro Meurisse \| Wanty-Groupe Gobert \| + 17 s \| \| \| 15.º \| Fränk Schleck \| Trek-Segafredo \| + 20 s \| \| \| 16.º \| Franco Pellizotti \| Androni Giocattoli-Sidermec \| + 23 s \| \| \| 17.º \| Rudy Molard \| Cofidis, Solutions Crédits \| + 23 s \| \| \| 18.º \| Alessio Taliani \| Androni Giocattoli-Sidermec \| + 23 s \| \| \| 19.º \| Michael Woods \| Cannondale-Drapac \| + 23 s \| \| \| 20.º \| Ben Hermans \| BMC Racing Team \| + 23 s \| \| |                       |                             |                 |
| |                       |                             |                 |
| Fuente: ProCyclingStats |                       |                             |                 |
| Clasificación general |                       |                             |                 |
| Ciclista | Ciclista              | Equipo                      | Tiempo          |
| 1.º | Esteban Chaves        | Orica-BikeExchange          | 5 h 07 min 28 s |
| 2.º | Romain Bardet         | AG2R La Mondiale            | + 3 s           |
| 3.º | Rigoberto Urán        | Cannondale-Drapac           | + 3 s           |
| 4.º | Fabio Aru             | Astana                      | + 3 s           |
| 5.º | Jan Bakelants         | AG2R La Mondiale            | + 10 s          |
| 6.º | Rodolfo Torres        | Androni Giocattoli-Sidermec | + 10 s          |
| 7.º | Jonathan Hivert       | Fortuneo-Vital Concept      | + 11 s          |
| 8.º | Diego Ulissi          | Lampre-Merida               | + 14 s          |
| 9.º | Davide Villella       | Cannondale-Drapac           | + 14 s          |
| 10.º | Igor Antón            | Dimension Data              | + 14 s          |
| 11.º | Pello Bilbao          | Caja Rural-Seguros RGA      | + 17 s          |
| 12.º | Pierre Latour         | AG2R La Mondiale            | + 17 s          |
| 13.º | Sébastien Reichenbach | FDJ                         | + 17 s          |
| 14.º | Xandro Meurisse       | Wanty-Groupe Gobert         | + 17 s          |
| 15.º | Fränk Schleck         | Trek-Segafredo              | + 20 s          |
| 16.º | Franco Pellizotti     | Androni Giocattoli-Sidermec | + 23 s          |
| 17.º | Rudy Molard           | Cofidis, Solutions Crédits  | + 23 s          |
| 18.º | Alessio Taliani       | Androni Giocattoli-Sidermec | + 23 s          |
| 19.º | Michael Woods         | Cannondale-Drapac           | + 23 s          |
| 20.º | Ben Hermans           | BMC Racing Team             | + 23 s          |

## UCI Europe Tour
El Giro de Emilia otorga puntos para el UCI Europe Tour 2016, para corredores de equipos en las categorías UCI ProTeam, Profesional Continental y Equipos Continentales. La siguiente tabla corresponde al baremo de puntuación:
| Posición   | 1.º | 2.º | 3.º | 4.º | 5.º | 6.º | 7.º | 8.º | 9.º | 10.º | 11.º | 12.º | 13.º | 14.º | 15.º |
| Puntuación | 100 | 70  | 40  | 30  | 25  | 20  | 15  | 10  | 9   | 8    | 7    | 6    | 5    | 4    | 3    |

| Clasificación | Clasificación   | Clasificación               | Clasificación |
| Posición      | Ciclista        | Equipo                      | Puntos        |
| ------------- | --------------- | --------------------------- | ------------- |
| 1.º           | Esteban Chaves  | Orica-BikeExchange          | 100           |
| 2.º           | Romain Bardet   | AG2R La Mondiale            | 70            |
| 3.º           | Rigoberto Urán  | Cannondale-Drapac           | 40            |
| 4.º           | Fabio Aru       | Astana                      | 30            |
| 5.º           | Jan Bakelants   | AG2R La Mondiale            | 25            |
| 6.º           | Rodolfo Torres  | Androni Giocattoli-Sidermec | 20            |
| 7.º           | Jonathan Hivert | Fortuneo-Vital Concept      | 15            |
| 8.º           | Diego Ulissi    | Lampre-Merida               | 10            |
| 9.º           | Davide Villella | Cannondale-Drapac           | 9             |
| 10.º          | Igor Antón      | Dimension Data              | 8             |

Además, también otorgó puntos para el UCI World Ranking (clasificación global de todas las carreras internacionales).
| Posición   | 1º  | 2º  | 3º  | 4º  | 5º | 6º | 7º | 8º | 9º | 10º |
| Puntuación | 200 | 150 | 125 | 100 | 85 | 70 | 60 | 50 | 40 | 35  |

| Clasificación | Clasificación   | Clasificación               | Clasificación |
| Posición      | Ciclista        | Equipo                      | Puntos        |
| ------------- | --------------- | --------------------------- | ------------- |
| 1.º           | Esteban Chaves  | Orica-BikeExchange          | 200           |
| 2.º           | Romain Bardet   | AG2R La Mondiale            | 150           |
| 3.º           | Rigoberto Urán  | Cannondale-Drapac           | 125           |
| 4.º           | Fabio Aru       | Astana                      | 100           |
| 5.º           | Jan Bakelants   | AG2R La Mondiale            | 85            |
| 6.º           | Rodolfo Torres  | Androni Giocattoli-Sidermec | 70            |
| 7.º           | Jonathan Hivert | Fortuneo-Vital Concept      | 60            |
| 8.º           | Diego Ulissi    | Lampre-Merida               | 50            |
| 9.º           | Davide Villella | Cannondale-Drapac           | 40            |
| 10.º          | Igor Antón      | Dimension Data              | 35            |